# Escardes
Escardes is een gemeente in het Franse departement Marne (regio Grand Est) en telt 85 inwoners (2009). De plaats maakt deel uit van het arrondissement Épernay.

## Geografie
De oppervlakte van Escardes bedraagt 15,2 km², de bevolkingsdichtheid is dus 5,6 inwoners per km².
De onderstaande kaart toont de ligging van Escardes met de belangrijkste infrastructuur en aangrenzende gemeenten.

## Demografie
Onderstaande figuur toont het verloop van het inwonertal (bron: INSEE-tellingen).